# Sievers lag
Sievers lag, som postulerades av den tyska filologen Eduard Sievers, reglerar fördelningen av -j- och  -ij- samt -w- och -uw- enligt föregående stavelses kvantitet i de germanska respektive indogermanska språken. Enligt lagen sätts en homorgan vokal före halvvokalerna -j- och -w- när de föregås av en lång stavelse.

## Exempel
- Sievers lag träder in efter långstavig bas: gotiska haírdeis 'herde' < urgermanska *herđijaz < urindoeuropeiska *kerdʰjos.
- Sievers lag uteblir efter kortstavig bas: gotiska harjis 'här' < urgermanska *harjaz < urindoeuropeiska *korjos.